# Walnut Grove (Washington)
Walnut Grove è un census-designated place (CDP) degli Stati Uniti d'America, situato nello stato di Washington, nella contea di Clark.